# Howard McCain
Howard McCain (* 21. Dezember 1968) ist ein US-amerikanischer Regisseur. Zu seinen bekanntesten Arbeiten gehören Lady in White, Underworld: Rise of the Lycans und Outlander.

## Leben
Howard McCain besuchte die Filmschule der New York University. Bereits 1992 kam ihm die Idee zu Outlander, 1998 fertigte er ein Drehbuch an, dass jedoch nie verkauft wurde, ihm aber einen Namen als Drehbuchautor machte. Er versuchte dann das Drehbuch als Independentfilm umzusetzen, was jedoch misslang. Erst in Zusammenarbeit mit Dirk Blackman und Herr-der-Ringe-Produzent Barrie M. Osborne konnte der Film umgesetzt werden und kam 2008 in die Kinos.
McCain war außerdem als Drehbuchautor an Underworld – Aufstand der Lykaner, dem dritten Teil der Underworld-Filmreihe beteiligt.
Neben der Regiearbeit an Outlander drehte McCain drei unbekanntere Fernsehfilme. Als nächste Regiearbeit plante er 2009 North of Danger, der die Geschichte eines 10-jährigen Jungen erzählt, der seinen Vater am Nordpol aus den Händen der Nazis befreien will.

## Filmografie
- 1994: No Dessert, Dad, Till You Mow the Lawn
- 1996: The Unspeakable (TV)
- 1998: In den Fängen der Bestie (TV)
- 2008: Outlander (auch Drehbuch)
- 2009: Underworld – Aufstand der Lykaner (nur Drehbuch)